# Mudenbach
Mudenbach är en kommun och ort i Westerwaldkreis i förbundslandet Rheinland-Pfalz i Tyskland.
Kommunen ingår i kommunalförbundet Verbandsgemeinde Hachenburg tillsammans med ytterligare 32 kommuner.